# Great Divide (Semisonic)
Great Divide è il primo album in studio del gruppo musicale rock statunitense Semisonic, pubblicato nel 1996.

## Tracce
1. F.N.T. – 3:29
2. If I Run – 4:16
3. Delicious – 3:57
4. Down in Flames – 4:02
5. Across the Great Divide – 3:00
6. Temptation – 3:38
7. The Prize – 3:58
8. No One Else – 3:30
9. Brand New Baby – 3:37
10. Falling – 3:37
11. In Another Life – 4:07
12. I'll Feel for You – 4:24

## Formazione
- John Munson – basso, voce, moog, chitarra, piano
- Jacob Slichter – batteria, voce, piano, tastiere
- Dan Wilson – voce, chitarra, piano, sintetizzatore